# Steve Cotterill
Stephen Cotterill (Cheltenham, 20 giugno 1964) è un allenatore di calcio ed ex calciatore inglese, di ruolo attaccante.

## Carriera

### Giocatore
Cotterill esordisce con varie squadre semi-professionistiche inglesi tra cui il Burton Albion dimostrando di avere buoni doti da attaccante siglando 30 reti in 42 presenze in campionato. 

Dopo queste prestazioni venne acquistato dal Wimbledon, primo club professionistico per Steve. Durante la permanenza con i Wombles, Cotterill venne ceduto il prestito al Brighton & Hove per ritornare in forma dopo la lesione del crociato. A Wimbledon Steve giocherà 44 partite segnando 19 reti. 

Cotterill Termina la carriera prematuramente con il Bournemouth a causa di un secondo grave infortunio al ginocchio.

### Allenatore
Cotterill divenne nel 1995 l'allenatore degli Sligo Rovers, club militante nella prima divisione irlandese, riuscendo a raggiungere la finale di coppa nazionale e il terzo posto in campionato.
Nel 1997 si insediò sulla panchina del Cheltenham Town, club in cui militò da giocatore. In cinque anni, Cotterill divenne l'idolo locale riuscendo a raggiungere la Football League One.
Successivamente divenne l'allenatore per poche settimane dello Stoke City e l'assistente di Howard Wilkinson nel Sunderland prima di divenire il tecnico del Burnley in Football League Championship ottenendo diversi successi contro squadre più blasonate, specie nelle coppe nazionali: FA Cup e Carling Cup. Tuttavia un pessimo inizio nella stagione 2007-2008 costrinse Cotterill a lasciare Burnley.
Una nuova opportunità li venne concessa dal Notts County con il quale vinse il suo primo titolo in Inghilterra, ovvero la Football League Two 2009-2010. Dopo questo successo Cotterill venne chiamato per riportare il Portsmouth, ma dopo una serie di scarsi risultati uniti alle difficoltà economiche della squadra lo costrinsero alle dimissioni nell'ottobre del 2011.
Lasciati i Pompey, Steve divenne il nuovo tecnico del Nottingham Forest, con il quale disputò un campionato turbolento raggiungendo la metà medio-bassa della classifica. L'arrivo dei nuovi proprietari distrusse il rapporto tra l'allenatore e il club che lo dimise nell'estate del 2012.
Il 29 settembre 2017 diventa il nuovo tecnico del Birmingham. Il 3 marzo 2018 viene esonerato dal club.
Torna a sedere su una panchina il 27 novembre 2020, giorno in cui viene assunto dal Shrewsbury Town.

## Statistiche

### Statistiche da allenatore
Statistiche aggiornate al 7 febbraio 2021.
| Stagione               | Squadra                | Campionato             | Campionato | Campionato | Campionato | Campionato | Coppe nazionali | Coppe nazionali | Coppe nazionali | Coppe nazionali | Coppe nazionali | Coppe continentali | Coppe continentali | Coppe continentali | Coppe continentali | Coppe continentali | Altre coppe | Altre coppe | Altre coppe | Altre coppe | Altre coppe | Totale | Totale | Totale | Totale | % Vittorie | Piazzamento     |
| Stagione               | Squadra                | Comp                   | G          | V          | N          | P          | Comp            | G               | V               | N               | P               | Comp               | G                  | V                  | N                  | P                  | Comp        | G           | V           | N           | P           | G      | V      | N      | P      | %          | Piazzamento     |
| ---------------------- | ---------------------- | ---------------------- | ---------- | ---------- | ---------- | ---------- | --------------- | --------------- | --------------- | --------------- | --------------- | ------------------ | ------------------ | ------------------ | ------------------ | ------------------ | ----------- | ----------- | ----------- | ----------- | ----------- | ------ | ------ | ------ | ------ | ---------- | --------------- |
| feb.-giu. 1997         | Cheltenham Town        | SL                     | ?          | ?          | ?          | ?          | FACup           | -               | -               | -               | -               | -                  | -                  | -                  | -                  | -                  | FAT         | -           | -           | -           | -           | 0      | 0      | 0      | 0      | —          | Sub. 2º (prom.) |
| 1997-1998              | Cheltenham Town        | NL                     | 42         | 23         | 9          | 10         | FACup           | 5               | 2               | 2               | 1               | -                  | -                  | -                  | -                  | -                  | FAT         | 8           | 6           | 2           | 0           | 55     | 31     | 13     | 11     | 56,36      | 2º              |
| 1998-1999              | Cheltenham Town        | NL                     | 42         | 22         | 14         | 6          | FACup           | 1               | 0               | 0               | 1               | -                  | -                  | -                  | -                  | -                  | FAT         | 8           | 4           | 3           | 1           | 51     | 26     | 17     | 8      | 50,98      | 1º (prom.)      |
| 1999-2000              | Cheltenham Town        | TD                     | 46         | 20         | 10         | 16         | FACup+CdL       | 2+2             | 0+1             | 1+0             | 1+1             | -                  | -                  | -                  | -                  | -                  | FLT         | 2           | 1           | 0           | 1           | 52     | 22     | 11     | 19     | 42,31      | 8º              |
| 2000-2001              | Cheltenham Town        | TD                     | 46         | 18         | 14         | 14         | FACup+CdL       | 2+2             | 1+0             | 0+1             | 1+1             | -                  | -                  | -                  | -                  | -                  | FLT         | 1           | 0           | 0           | 1           | 51     | 19     | 15     | 17     | 37,25      | 9º              |
| 2001-2002              | Cheltenham Town        | TD                     | 46+3       | 21+1       | 15+2       | 10+0       | FACup+CdL       | 5+1             | 4+0             | 0+0             | 1+1             | -                  | -                  | -                  | -                  | -                  | FLT         | 2           | 1           | 1           | 0           | 57     | 27     | 18     | 12     | 47,37      | 4º (prom.)      |
| Totale Cheltenham Town | Totale Cheltenham Town | Totale Cheltenham Town | -          | -          | -          | -          |                 | 20              | 8               | 4               | 8               |                    | -                  | -                  | -                  | -                  |             | 21          | 12          | 6           | 3           | 0      | 0      | 0      | 0      | —          |                 |
| ago.-ott. 2002         | Stoke City             | FD                     | 12         | 3          | 5          | 4          | FACup+CdL       | 0+1             | 0               | 0               | 1               | -                  | -                  | -                  | -                  | -                  | -           | -           | -           | -           | -           | 13     | 3      | 5      | 5      | 23,08      | Eson.           |
| 2004-2005              | Burnley                | FLC                    | 46         | 15         | 15         | 16         | FACup+CdL       | 4+4             | 2+2             | 1+1             | 1+1             | -                  | -                  | -                  | -                  | -                  | -           | -           | -           | -           | -           | 54     | 19     | 17     | 18     | 35,19      | 13º             |
| 2005-2006              | Burnley                | FLC                    | 46         | 14         | 12         | 20         | FACup+CdL       | 1+3             | 0+2             | 0+0             | 1+1             | -                  | -                  | -                  | -                  | -                  | -           | -           | -           | -           | -           | 50     | 16     | 12     | 22     | 32,00      | 17º             |
| 2006-2007              | Burnley                | FLC                    | 46         | 15         | 12         | 19         | FACup+CdL       | 1+1             | 0+0             | 0+0             | 1+1             | -                  | -                  | -                  | -                  | -                  | -           | -           | -           | -           | -           | 48     | 15     | 12     | 21     | 31,25      | 15º             |
| ago.-nov. 2007         | Burnley                | FLC                    | 14         | 4          | 6          | 4          | FACup+CdL       | 0+3             | 1               | 1               | 1               | -                  | -                  | -                  | -                  | -                  | -           | -           | -           | -           | -           | 17     | 5      | 7      | 5      | 29,41      | Eson.           |
| Totale Burnley         | Totale Burnley         | Totale Burnley         | 152        | 48         | 45         | 59         |                 | 17              | 7               | 3               | 7               |                    | -                  | -                  | -                  | -                  |             | -           | -           | -           | -           | 169    | 55     | 48     | 66     | 32,54      |                 |
| feb.-giu. 2010         | Notts County           | FL2                    | 18         | 14         | 3          | 1          | FACup+CdL       | -               | -               | -               | -               | -                  | -                  | -                  | -                  | -                  | FLT         | -           | -           | -           | -           | 18     | 14     | 3      | 1      | 77,78      | Sub. 1º (prom.) |
| 2010-2011              | Portsmouth             | FLC                    | 46         | 15         | 13         | 18         | FACup+CdL       | 1+3             | 0+1             | 0+1             | 1+1             | -                  | -                  | -                  | -                  | -                  | -           | -           | -           | -           | -           | 50     | 16     | 14     | 19     | 32,00      | 16º             |
| ago.-ott. 2011         | Portsmouth             | FLC                    | 12         | 2          | 5          | 5          | FACup+CdL       | 0+1             | 0               | 0               | 1               | -                  | -                  | -                  | -                  | -                  | -           | -           | -           | -           | -           | 13     | 2      | 5      | 6      | 15,38      | Eson.           |
| Totale Portsmouth      | Totale Portsmouth      | Totale Portsmouth      | 58         | 17         | 18         | 23         |                 | 5               | 1               | 1               | 3               |                    | -                  | -                  | -                  | -                  |             | -           | -           | -           | -           | 63     | 18     | 19     | 26     | 28,57      |                 |
| ott. 2011-2012         | Nottingham Forest      | FLC                    | 36         | 12         | 6          | 18         | FACup+CdL       | 2+0             | 0               | 1               | 1               | -                  | -                  | -                  | -                  | -                  | -           | -           | -           | -           | -           | 38     | 12     | 7      | 19     | 31,58      | Sub. 19º        |
| dic. 2013-2014         | Bristol City           | FL1                    | 27         | 11         | 10         | 6          | FACup+CdL       | 3+0             | 1               | 1               | 1               | -                  | -                  | -                  | -                  | -                  | FLT         | -           | -           | -           | -           | 30     | 12     | 11     | 7      | 40,00      | Sub. 14º        |
| 2014-2015              | Bristol City           | FL1                    | 46         | 29         | 12         | 5          | FACup+CdL       | 5+1             | 3+0             | 1+0             | 1+1             | -                  | -                  | -                  | -                  | -                  | FLT         | 6           | 5           | 1           | 0           | 58     | 37     | 14     | 7      | 63,79      | 1º (prom.)      |
| 2015-gen. 2016         | Bristol City           | FLC                    | 26         | 4          | 9          | 13         | FACup+CdL       | 1+1             | 0+0             | 1+0             | 0+1             | -                  | -                  | -                  | -                  | -                  | -           | -           | -           | -           | -           | 28     | 4      | 10     | 14     | 14,29      | Eson.           |
| Totale Bristol City    | Totale Bristol City    | Totale Bristol City    | 99         | 44         | 31         | 24         |                 | 11              | 4               | 3               | 4               |                    | -                  | -                  | -                  | -                  |             | 6           | 5           | 1           | 0           | 116    | 53     | 35     | 28     | 45,69      |                 |
| ott. 2017-mar. 2018    | Birmingham City        | FLC                    | 24         | 6          | 4          | 14         | FACup+CdL       | 3+0             | 1               | 2               | 0               | -                  | -                  | -                  | -                  | -                  | -           | -           | -           | -           | -           | 27     | 7      | 6      | 14     | 25,93      | Sub.; Eson.     |
| nov. 2020-2021         | Shrewsbury Town        | FL1                    | 33         | 12         | 9          | 12         | FACup+CdL       | 2+0             | 0               | 1               | 1               | -                  | -                  | -                  | -                  | -                  | FLT         | 1           | 0           | 0           | 1           | 36     | 12     | 10     | 14     | 33,33      | Sub. 17º        |
| 2021-2022              | Shrewsbury Town        | FL1                    | 46         | 12         | 14         | 20         | FACup+CdL       | 3+2             | 2+0             | 0+1             | 1+1             | -                  | -                  | -                  | -                  | -                  | FLT         | 3           | 1           | 0           | 2           | 54     | 15     | 15     | 24     | 27,78      | 18º             |
| 2022-2023              | Shrewsbury Town        | FL1                    | 0          | 0          | 0          | 0          | FACup+CdL       | 0+0             | 0               | 0               | 0               | -                  | -                  | -                  | -                  | -                  | FLT         | 0           | 0           | 0           | 0           | 0      | 0      | 0      | 0      | —          | in corso        |
| Totale Shrewsbury Town | Totale Shrewsbury Town | Totale Shrewsbury Town | 79         | 24         | 23         | 32         |                 | 7               | 2               | 2               | 3               |                    | -                  | -                  | -                  | -                  |             | 4           | 1           | 0           | 3           | 90     | 27     | 25     | 38     | 30,00      |                 |
| Totale carriera        | Totale carriera        | Totale carriera        | -          | -          | -          | -          |                 | 66              | 23              | 16              | 27              |                    | -                  | -                  | -                  | -                  |             | 31          | 18          | 7           | 6           | 0      | 0      | 0      | 0      | —          |                 |

## Palmarès

### Allenatore

#### Competizioni nazionali
- FA Trophy: 1

Cheltenham Town: 1997-1998
- Conference League: 1

Cheltenham Town: 1998-1999
- Football League Two: 1

Notts County: 2009-2010
- Football League One: 1

Bristol City: 2014-2015
- Football League Trophy: 1

Bristol City: 2014-2015

#### Competizioni regionali
- Gloucestershire Senior Cup: 1

Cheltenham Town: 1998-1999